# حروب الكب كيك (برنامج تلفزيوني)
حروب الكب كيك (بالإنجليزية: Cupcake Wars)‏ هو برنامج واقعي تنافسي أمريكي بدأ عرضه في 27 ديسمبر 2009 على قناة فود نيتورك. يقوم البرنامج على تحديات صناعة الكب كيك بأساليب احترافية وإبداعية، حيث يتنافس أربعة خبازين في ثلاث جولات للفوز بجائزة قدرها 10,000 دولار وفرصة للمشاركة في فعالية كبرى.

## نظام المنافسة
يتألف البرنامج من ثلاث جولات:
1. الجولة الأولى (مدتها 45 دقيقة): تركز على الطعم، حيث يُطلب من المتسابقين استخدام مكونات غير معتادة تتعلق بموضوع الحلقة.[3]
2. الجولة الثانية (75 دقيقة): تعتمد على الطعم والتقديم، ويطلب من المتسابقين إعداد ثلاث نكهات مع عرض بصري خاص.
3. الجولة الثالثة (120 دقيقة): يصنع الفريقان المتأهلان 1000 قطعة كاب كيك مع عرض فني ضخم، بمساعدة أربعة مساعدين ونجّار.[3]

## الحكام
- كانديس نيلسون – مؤسسة سلسلة "Sprinkles Cupcakes"، أول محل كب كيك متخصص في العالم.[4][5]
- فلوريان بيلانجر – شيف معجنات فرنسي معروف.[6]
- الحكم الضيف – يتغير في كل حلقة حسب موضوع الفعالية التي ستُقدَّم فيها الكب كيكات.

## جدول المواسم
| الموسم | عدد الحلقات | تاريخ البداية  | تاريخ النهاية  |
| ------ | ----------- | -------------- | -------------- |
| 1      | 9           | 27 ديسمبر 2009 | 3 أغسطس 2010   |
| 2      | 13          | 7 ديسمبر 2010  | 8 مارس 2011    |
| 3      | 13          | 14 يونيو 2011  | 11 سبتمبر 2011 |
| 4      | 13          | 4 ديسمبر 2011  | 4 مارس 2012    |
| 5      | 13          | 11 مارس 2012   | 24 يونيو 2012  |
| 6      | 14          | 13 مايو 2012   | 23 سبتمبر 2012 |
| 7      | 13          | 7 أكتوبر 2012  | 24 مارس 2013   |
| 8      | 13          | 7 أبريل 2013   | 7 يوليو 2013   |
| 9      | 13          | 7 سبتمبر 2013  | 28 ديسمبر 2013 |
| 10     | 11          | 11 أبريل 2016  | 15 أغسطس 2016  |
| 11     | 12          | 28 نوفمبر 2017 | 22 مايو 2018   |

## روابط خارجية
- الموقع الرسمي على فود نيتورك
- Cupcake Wars  في قاعدة بيانات الأفلام على الإنترنت (بالإنجليزية)